# Ешланд (Мисисипи)
Ешланд (енгл. Ashland) град је у америчкој савезној држави Мисисипи.

## Демографија
По попису из 2010. године број становника је 569, што је 8 (-1,4%) становника мање него 2000. године.
| Група             | 2000.       | 2010.       |
| Белци             | 491 (85,1%) | 523 (91,9%) |
| Афроамериканци    | 62 (10,7%)  | 33 (5,8%)   |
| Азијати           | 2 (0,3%)    | 2 (0,4%)    |
| Хиспаноамериканци | 10 (1,7%)   | 8 (1,4%)    |
| Укупно            | 577         | 569         |